# Odpowiedź odpornościowa nieswoista
Odpowiedź odpornościowa nieswoista występująca nie tylko u człowieka i kręgowców, ale istniejąca u wszystkich organizmów wielokomórkowych, jest oparta na mechanizmach wcześnie powstałych w filogenezie. 
Po przekroczeniu przez chorobotwórcze drobnoustroje fizycznej bariery organizmu, którą stanowią skóra (np. w wyniku zranienia, oparzenia) i nabłonek błon śluzowych, uruchamiane są liczne i złożone mechanizmy obronne. Odpowiedź odpornościowa  nieswoista stanowi bezpośrednią i natychmiastową linię obrony organizmów przed patogenami. 
Podstawowe znaczenie w reakcji odpornościowej nieswoistej mają:
- wykrywanie obecności patogenów (PAMP) i uszkodzenia własnych tkanek organizmu (DAMP)
- zwalczanie patogenów i reparacja własnych tkanek (wzbudzenie reakcji zapalnej)
- uruchamianie mechanizmów reakcji odpornościowej swoistej

Za nieswoistą obronę odpowiadają czynniki komórkowe, takie jak monocyty, makrofagi, granulocyty oraz inne, bliżej niezwiązane z układem odpornościowym komórki, na przykład nabłonkowe. Zidentyfikowano także szereg nieswoiście działających białek: dopełniacz, defensyny, laktoferynę, katepsynę i inne.
Mechanizmy odporności nieswoistej mogą działać praktycznie natychmiast po kontakcie z antygenem i często wystarczają do eliminacji patogenu. Niemniej jednak ich działanie nie jest tak precyzyjne jak w przypadku mechanizmów swoistych i nie zawsze daje możliwość usunięcia obcych antygenów. Ponadto odporność nieswoista nie może wytworzyć pamięci immunologicznej.
Mechanizmy nieswoiste umożliwiają uruchamianie mechanizmów swoistych. 
Do najważniejszych z nich należą:
- wydzielanie cytokin prozapalnych przez aktywowane fagocyty
- wydzielanie czynników chemotaktycznych zwabiających limfocyty
- prezentacja antygenów przez makrofagi
- pobudzanie limfocytów poprzez działające nieswoiście białka (np. defensyny)

Generalnie można powiedzieć, że podział odporności na swoistą i nieswoistą jest do pewnego stopnia umowny, w rzeczywistości bowiem bez wspólnego działania każdy z tych typów odpowiedzi jest niewiele wart. Świadczą o tym z jednej strony zaburzenia odpowiedzi nieswoistej (np. genetycznie uwarunkowany niedobór neutrofilów), z drugiej zaś odporności swoistej (SCID, AIDS).